# 奈良県道251号谷尻木津線
奈良県道251号谷尻木津線（ならけんどう251ごう たにじりこつせん）は、奈良県吉野郡東吉野村を通る一般県道である。

## 概要
吉野郡東吉野村大字谷尻から吉野郡東吉野村大字木津に至る。

### 路線データ
- 起点：吉野郡東吉野村大字谷尻（奈良県道31号榛原菟田野御杖線交点）
- 終点：吉野郡東吉野村大字木津（国道166号交点）

## 路線状況

### 道路施設

#### 橋梁
- 木津大橋（高見川、吉野郡東吉野村）

## 地理

### 通過する自治体
- 奈良県
  - 吉野郡東吉野村

### 交差する道路
| 交差する道路                 | 交差する場所 | 交差する場所 |
| ---------------------------- | ------------ | ------------ |
| 奈良県道31号榛原菟田野御杖線 | 大字谷尻     | 起点         |
| 国道166号                    | 大字木津     | 終点         |

### 沿線
- 谷尻川
- 高見川